# Kanneworffs Hus
Kanneworffs Hus er en tidligere købmandsgård på Kongens Nytorv i København.
Huset kan føres tilbage til 1600-tallet, men det toetages hus blev i årene 1782-91 ombygget til sin nuværende klassicistiske skikkelse af ejeren, isenkræmmer A.L. Pram, der forsynede huset med sin tredje etage samt et mansardtag og kvist med segmentfronton. Lærredshandler Lars Kanneworff købte ejendommen i 1836, og hans slægt ejede gården til ind i 1900-tallet og gav huset dets navn. I 1904 blev indgangen flyttet til Bredgade med lisener og balustre, mens kælderbeværtningen Sumpen samtidigt blev lukket. Ejendommen har fire fag mod Bredgade, tre fag mod Kongens Nytorv samt to fag mod Store Strandstræde. På begge sider støder huset op til Grandjeans Gård.
Huset blev fredet allerede i 1918.